# Higan
higan es un emulador de múltiples videoconsolas: Super Nintendo Entertainment System, NES, GameBoy, Gameboy Color, Gameboy Advance, WonderSwan, WonderSwan Color y SwanCrystal. Originalmente llamado bsnes, el emulador es notable por intento de emular el hardware original con la mayor precisión posible, a través de bajo nivel, emulación de ciclo preciso y por los esfuerzos históricos de preservación asociada de la plataforma Super NES.
La comunidad mantiene tres emuladores basados en el código de Higan:
- higan, emulador multisistema cuyo propósito es servir de documentación para la emulación de las plataformas soportadas, y proveer una emulación lo más exacta posible.
- bsnes, emulador para NES y SNES orientado al rendimiento y características.
- ares, una bifurcación de higan creada por buyuu para continuar su desarrollo en solitario, publicado bajo la licencia ISC.[4] Tras el lanzamiento de la versión v115 en julio de 2020, todo el código de ares fue fusionado en higan.

## Desarrollo
El desarrollo de Higan comenzó con el programador conocido como Near (anteriormente conocido como byuu) el 14 de octubre de 2004 como bsnes, y la primera versión de fue lanzado en mayo de 2005 para Microsoft Windows. Desde entonces, se ha-sido portado a Linux, OS X y FreeBSD. Inicialmente desarrollado bajo una licencia personalizada, versiones posteriores fueron licenciados bajo diversas versiones de la Licencia Pública General GNU.
El 27 de junio de 2021, Near publicó una nota suicida en forma de hilo de Twitter, indicando el nivel de acoso que recibió por parte del sitio web Kiwi Farms. El consultor de seguridad Héctor Martín Cantero confirmó al día siguiente que Near se habría suicidado.